# Andrew Cooper
Andrew Dollman Cooper (ur. 23 grudnia 1964 w Melbourne) – australijski wioślarz. Złoty medalista olimpijski z Barcelony.
Brał udział w dwóch igrzyskach (IO 88, IO 92). W Barcelonie zwyciężył w czwórce bez sternika, triumfowała osada w składzie James Tomkins, Nick Green i Mike McKay. Zdobył dwa złote medale mistrzostw świata: w ósemce w 1986 i w czwórce bez sternika w 1991. 